# Bamberg
Bamberg je grad u Gornjoj Franačkoj njemačke savezne pokrajine Bavarske, na rijeci Regnitz, blizu njenog ušća u Majnu. Bamberg je jedan od rijetkih njemačkih gradova koji nije stradao u bombardiranju tijekom drugog svjetskog rata zbog obližnje tvornice topova koja je sprječavala prelet zrakoplova. Ime grada vjerojatno potječe od plemićke dinastije Babenberg. U gradu se nalazi preko 7000 stranaca, uključujući 4100 američkih vojnika. Od 1993. se stari dio grada nalazi na popisu UNESCO-ove Svjetske baštine. 

## Povijest
U vrijeme seobe Germana, nakon propasti Rimskog carstva, oblast Bamberga naseljavaju Slaveni. Grad oko dvorca Babenberch se prvi put spominje 902. god., a kralj Henrik II. Sveti ga proglašava svojim obiteljskim posjedom i sjedištem biskupije 1007. godine. Nova bamberška katedrala je posvećena 1012., a 1017. god. osnovan je benediktinski samostan sa sjemeništem. Henrik II. i njegova žena Cunigunda su pokopani u gradskoj katedrali.
Od sredine 13. stoljeća, biskupi Bamberga su ujedno bili i kneževi Svetog rimskog carstva,te su vladali gradom i gradili monumentalne građevine. Teritorija na kojoj su vladali biskupi znatno se smanjila u doba protestantske reformacije. Crkveni procesi protiv vještica u 17. stoljeću su odnijeli na stotine žrtava, a vrhunac su dosegli od 1626. – 1631. god. Sveučilište u Bambegu je osnovano 1647. god. kao Academia Bambergensis.
Bamberg je izgubio nezavisnost 1802. god. i sljedeće godine postaje dio Bavarske Republike. Nakon Prvog svjetskog rata, prvi republikanski ustav Bavarske je izglasan u Bambergu. 
Godine 1973., Bamberg je proslavio 1000 godina od osnivanja.

## Znamenitosti
Bamberg se često zove i „Franačkim Rimom“ jer se prostire na sedam brežuljaka u dolini rijeke Regnitz. Zbog privlačnih kućica na riječnim brjegovima, nekada naseljenim ribarima, zvali su je i „Mala Venecija“ (Kleine Venedig). 
Znamenitosti koje su zaštićene kao UNESCOva svjetska baština u staroj gradskoj jezgri su:
- Opatija Michaelsberg iz 12. st. koja se nalazi na jednom od sedam bamberških brežuljaka.
- Katedrala (1237.), s grobovima Henrika I. Svetog i pape Klementa II.
- Stara gradska vijećnica (1386.) na sredini rijeke do koje se može doći preko dva mosta.
- Dvorac Altenburg, najstarija biskupska rezidencija.
- Alte Hofhaltung, biskupska rezidencija iz 16. i 17. st.
- Neue Residenz, nova biskupska rezidencija iz 18. st.
- Klein-Venedig ("Mala venecija"), piktoreskno stambeno naselje ribara iz 19. st.

U njegovom povijesnom središtu (Bürgerstadt), između vijugavih ulica, nalaze se gusto zbijene zgrade. Bamberška stara gradska vijećnica je jedinstvena u svijetu jer se nalazi na sred mosta preko rijeke. U prvoj polovici 18. stoljeća obnovljena je u baroknom stilu.
Biskupskim dijelom grada (Bischofsstadt) dominira Bamberška katedrala koja je izgrađena u romaničko-gotičkom stilu (tu je i treća zgrada iz 1211. – 1237. god. jer su prethodna dva izgorila u požaru), s četiri vitka tornja. Za skulpturu pročelja iz prve polovice 13. stoljeća, tzv. „Bamberški jahač“, koja prikazuje ideal srednjovjekovnog viteza, pretpostavlja se da predstavlja ugarskog kralja Stjepana I. Unutrašnjost s dva oltarska kora ima prekrasne gotičke dekoracije.
Na trgu ispred katedrale, nasuprot starom kneževom dvoru (Alte Hofhaltung) iz 16. stoljeća, izborni knez-biskup Lothar Frantz von Schenborn je na prijelazu iz 17. u 18. stoljeće dao izgraditi velelebnu Novu rezidenciju (Neue Residentz). U reprezentativnim dijelovima Nove rezidencije danas je smještena bamberška sekcija državne galerije, gdje se posjetitelji mogu diviti dvoranama ukrašenim prekrasnim štukaturama, ali i umjetničkim djelima mnogih starih majstora.
Godine 1647., u Bambergu je osnovana Akademija koja je 1803. godine zatvorena, a zatim ponovo obnovljena. Danas je to „Sveučilište Otto-Friedrich u Bambergu“ koje pohađa više od 9,300 studenata.
- Stara palača (Alte Hofhaltung), negdašnja biskupska rezidencija.
- Nova rezidencija (Neue Residenz), biskupska rezidencija iz 18. st.
- Crkva sv. Martina i Zelena tržnica.
- Mala Venecija (Kleine Venedig)
- Pivovara Schlenkerla, jedna od najstarijih i najpoznatijih u gradu.

## Gradovi prijatelji
Bamberg je zbratimljen s gradovima:
- Bedford, Velika Britanija
- Ostrogon, Mađarska
- Feldkirchen, Austrija
- Prag, Češka Republika
- Rodez, Francuska
- Villach, Austrija

## Vanjske poveznice
- Službena stranica

### Ostali projekti
|  | Zajednički poslužitelj ima još gradiva o temi Bamberg |